# Bus à haut niveau de service de Dar es Salaam
Le bus à haut niveau de service de Dar es Salaam (en anglais Dar es Salaam bus rapid transit) est un système de bus à haut niveau de service mis en service le 10 mai 2016 à Dar es Salaam, en Tanzanie.
Le réseau du BHNS de Dar es Salaam se compose de 6 lignes, la construction de la première ligne ayant été lancée en avril 2012 par l'entreprise de construction autrichienne Strabag International GmbH. La construction de la première ligne a été achevée en décembre 2015, pour un coût total de 134 millions d'euros, financé par la Banque africaine de développement, la Banque mondiale et le gouvernement tanzanien. La première lignee a une longueur totale de 21,1 kilomètres sur des voies réservées aux bus le long de trois routes principales et avec un total de 29 stations. L'ensemble du système est exploité par The Usafiri salama Dar es Salaam Rapid Transit (UDA-RT) sous la surveillance de l'autorité [tanzanienne] de régulation du transport terrestre et maritime (Sumatra).
Actuellement, ce sont 210 bus de la marque chinoise Golden Dragon qui assurent un service express et local pendant 18 heures, circulant chaque jour de 05h00 à 23h00,.

## Histoire

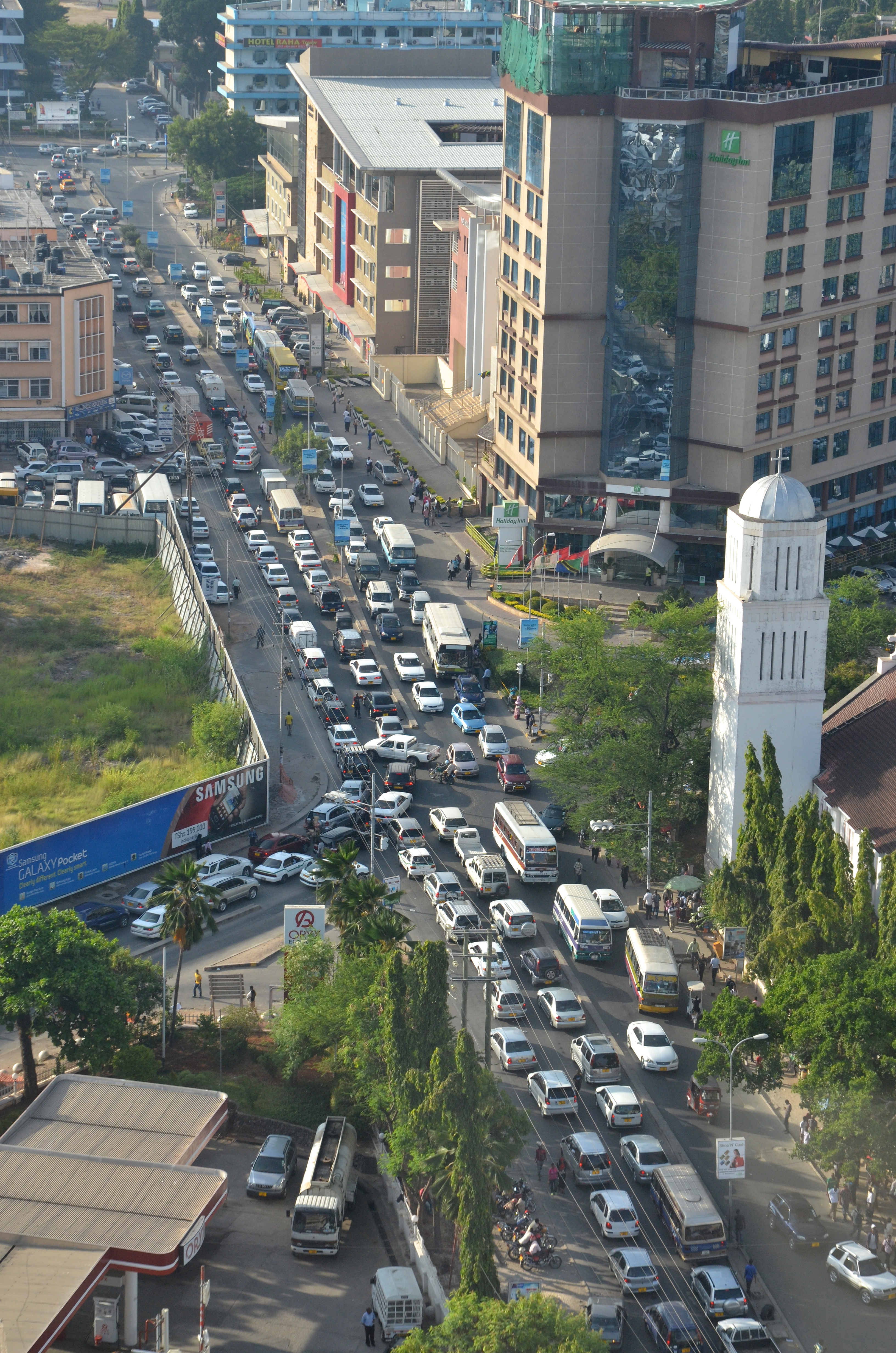
Un embouteillage à Dar es Salaam avant la mise en place du BHNS.

Au vu de la croissance rapide de la population de Dar es Salaam, le gouvernement tanzanien a commencé dès 2003 à élaborer des plans pour un système de transport en commun rapide. On envisageait en effet que la population de la ville augmenterait de plus de 5 millions d'ici 2015 ; aussi le gouvernement a-t-il invité en juin 2008 l'Agence japonaise de coopération internationale à concevoir un plan directeur pour les transports dans la ville. Un système de transport en commun rapide par autobus et un système de transport en commun par métro ont été proposés, mais le système de métro n'a pas été approuvé en raison des coûts de construction et d'exploitation élevés qu'il impliquait. Le projet a été placé sous la tutelle du bureau du Premier ministre et une agence de transport rapide de Dar (DART) a été créée par un avis du gouvernement le 25 mai 2007. Il était prévu que le réseau du BHNS couvrît plus de 90% de la population de la ville grâce à un itinéraire prévu long de près de 130 km ; et le projet a été divisé en six phases en raison de l'investissement important requis. Le coût initial du projet a été financé par la banque mondiale, qui a fourni 180 millions de dollars pour la construction de la première phase.

## Lignes

### Ligne I
La lignrt I du système BHNS s'étire sur 21 km de Kimara à Ubungo jusqu'à Kivukoni /Maroc. La construction de la première phase a débuté en avril 2012 et s'est achevée en décembre 2015. L'itinéraire est conçu pour transporter quotidiennement 300 000 navetteurs. Le parcours se compose de 21 km de route nationale, 57,9 km de routes de desserte, 5 grands terminaux et 29 gares. L'itinéraire a été mis en exploitation provisoire le 24 avril 2015 et était pleinement opérationnel le 10 mai 2016, après fixation des prix.
| Sous-projet | Coût en USD    |
| --- | -------------- |
| Travaux routiers BRT | 237,2 millions |
| Terminal et station d'alimentation de Kivukoni                                                                                  | 3,8 millions   |
| Relocalisation de l'alimentation électrique                                                                                     | 4,2 millions   |
| Stations d'alimentation à Shekilango, Urafiki, Magomeni, Fire, Kinondoni A et Mwinjuma                                          | 3,4 millions   |
| Dépôt d'Ubungo, gare de ravitaillement et gare routière de l'arrière-pays                                                       | 11,0 millions  |
| Dépôt de Jangwani | 15,2 millions  |
| Terminal Kariakoo et station d'alimentation                                                                                     | 7,2 millions   |
| Amélioration de l'Intersection d'Ubungo et des Infrastructures Complémentaires de Sécurité Routière pour le Système BRT Phase 1 | 99,9 millions  |
| Total | 381,9 millions |

#### Opérations intérimaires
Le 24 avril 2015, la Dar Rapid Transit Agency (DART) a signé un contrat avec l'UDA-RT pour la fourniture de services intérimaires du système de BHNS de Dar es Salaam. L'UDA-RT est une société à vocation spéciale formée par l'UDA et deux associations de taxis collectifs « dala dala », l'Association des propriétaires de bus de banlieue de Dar es Salaam (DARCOBOA) et l'UWADAR. L'objectif du service intérimaire était de former les futurs opérateurs et de renforcer les capacités locales. Pendant les opérations intérimaires, les dala-dalas privés étaient toujours opérationnels sur ces routes.

### Ligne II
Les fonds pour la ligne II ont été débloqués en octobre 2015. La deuxième ligne doit s'étirer sur environ 19 km de Kilwa à Kawawa et coûtera environ 160 millions de dollars. La Banque africaine de développement a accepté de financer à hauteur de 141 millions de dollars pour le projet, tandis que les fonds restants proviendront du gouvernement. La construction du projet a commencé en juin 2019 et durera environ 36 mois. Le parcours comprendra également deux autoponts.

### Ligne III
Le financement de la troisième ligne a été assuré par l'Association internationale de développement (IDA). La construction ira de Gongo La Mboto au centre-ville, utilisant une partie de la route Uhuru de Tazara jusqu'à Kariakoo-Gerezani.

## Infrastructure

### Gares
Il existe trois types de gares le long de l'itinéraire, que l'on distingue en fonction de leur emplacement et de leur utilité :
- Terminaux : Les terminaux sont situés le long des gares de départ et d'arrivée pour toutes les routes nationales. Les Terminaux permettent les transferts entre les services de desserte ainsi que l'accès à divers services de transport tels que les bus régionaux et les véhicules privés. Les terminaux contiennent également des parkings pour permettre aux navetteurs de laisser leur voiture pendant la journée.
- Gares interurbaines : il s'agit des gares principales le long des itinéraires interurbains. Ils sont accessibles via des passages pour piétons et les stations sont surélevées pour assurer la sécurité des piétons. Il existe quatre types de gares principales espacées de 500 mètres le long de la route (A, B, C et D) en fonction de la demande des passagers.
- Stations de ravitaillement : les stations de ravitaillement permettent aux passagers de passer des itinéraires de desserte aux gares principales.

### Les bus
Le système BRT exploite une flotte de 210 bus Golden Dragon. Il en existe deux types : l'un de 18 mètres de long avec une capacité de transport de 150 passagers, et l'autre de 12 mètres de long avec une capacité de transport de 80 passagers.

## Itinéraires et gares
Il y a six lignes de prévues, qui desserviront plus de 90 % de la population de la ville. Actuellement, seule la phase I est opérationnelle. La phase II est en construction.
- Ligne I de Kimara à Kawawa Nord jusqu'à la rue Msimbazi se terminant à Kivukoni : 20,9 kilomètres
- Ligne II de Kilwa à Kivukoni plus Kawawa au sud jusqu'à la route de Kilwa : 19,3 kilomètres
- Ligne III de l'aéroport à la rue Uhuru le long de la route Nyerere : 23,6 kilomètres
- Ligne IV le long de Bagamoyo Road et Sam Nujoma Road : 16,1 kilomètres
- Ligne V le long du chemin Mandela : 22,8 kilomètres
- Ligne VI le long de la route Old Bagamoyo : 27,6 kilomètres

## Récompenses
- 2017 : Institut des politiques de transport et de développement : Prix du Transport Durable[18].
- 2018 : Institut des politiques de transport et de développement : Prix mondial du transport durable[18].